# Bargfeld-Stegen
Bargfeld-Stegen település Németországban, Schleswig-Holstein tartományban. Lakosainak száma 3068 fő (2023. december 31.).

## Népesség
A település népességének változása:
| Lakosok száma | 2018 | 2972 | 3028 | 2988 | 3042 | 3088 | 3068 |
|               | 1975 | 2017 | 2018 | 2019 | 2021 | 2022 | 2023 |